# Flavio Dece
Flavio Dece (* 9. August 1993 in Tirana) ist ein albanischer Tennisspieler.

## Werdegang
Dece begann im Alter von sieben Jahren mit dem Tennissport. Im Mai 2010 war er Mitglied der neu formierten albanischen Davis-Cup-Mannschaft. Seither wurde er sechs Mal nominiert. Mit 22 Matches ist er albanischer Davis-Cup-Rekordspieler.